# Aboncourt-Gesincourt
Aboncourt-Gesincourt là một xã thuộc tỉnh Haute-Saône trong vùng Bourgogne-Franche-Comté phía đông nước Pháp.